# 上加茂村 (岡山県児島郡)
上加茂村（かみかもむら）は、岡山県児島郡にあった村。現在の玉野市、倉敷市の一部にあたる。

## 地理
鴨川の上流域の丘陵地に位置していた。

## 歴史
- 1889年（明治22年）6月1日、町村制の施行により、児島郡白尾村、滝村、長尾村、広岡村が合併して村制施行し、上加茂村が発足[1][2]。旧村名を継承した白尾、滝、長尾、広岡の4大字を編成[2]。
- 1903年（明治36年）4月1日、児島郡下加茂村、秀天村（一部）と合併し荘内村を新設して廃止された[1][2]。合併後、荘内村白尾・滝・長尾・広岡となる[2]。

### 地名の由来
古来、当地は加茂荘と称され、その加茂荘を上下に分けて名付けたもの。

## 産業
- 農業、繊維工業[2]